# Cinzia Milella
Cinzia Milella (Palermo, 20 giugno 1960) è un'ex cestista italiana.

## Carriera
Ha giocato in Serie A1 con la Stabilplastic Bari, Sisv Viterbo e IPO Plastic Bari.
Ha esordito nella nazionale di pallacanestro italiana il 27 dicembre 1980, in occasione della partita amichevole Italia-Francia 79-60. Fino al 1989 aveva disputato 8 gare con le azzurre, 5 per la FIP.